# Geert Corstens
Gerard Josephus Maria (Geert) Corstens (Helvoirt, 1 februari 1946) is een Nederlands jurist. Hij is voormalig president van de Hoge Raad der Nederlanden. 

## Loopbaan
Corstens studeerde rechtsgeleerdheid aan de Katholieke Universiteit Nijmegen waar hij in 1969 cum laude afstudeerde. Hij promoveerde in 1974 aan de Universiteit van Amsterdam bij Christiaan Justus Enschedé op vervolgingsbeleid. Hij was officier van justitie van 1977-1982. Van 1982 tot 1995 was hij hoogleraar strafrecht aan de Katholieke Universiteit Nijmegen. Na zijn afscheid van de Hoge Raad (zie hieronder) werd hij onder andere lid van de Commission of Ethics van het I.O.C., voorzitter van de Stichting War requiem-Bridge to the future in Arnhem, voorzitter van Programmatic Steering Board van HiiL (The Hague Institute for Innovation of Law) en voorzitter van de Adviescommissie aangeboden cultuurbezit uit nalatenschappen (ex artikel 67, derde lid, van de Successiewet 1956). Hij was reeds vanaf 2013 Appointing Authority van het Iran United States Claims Tribunal. In het najaar van 2016 was hij gasthoogleraar op de Mazowiecki-leerstoel van de Universiteit van Warschau.   

### Hoge Raad
In 1995 werd hij benoemd tot raadsheer in de Hoge Raad. In 2006 volgde zijn benoeming tot vicepresident van de Hoge Raad en tot voorzitter van de strafkamer. In 2008 volgde hij Willibrord Davids op als president van de Hoge Raad.
Op 7 januari 2014 werd bekend dat Corstens in november zou gaan terugtreden als president van de Hoge Raad, hij had de maximale termijn van 6 jaar bereikt. Zijn opvolger werd fiscaal jurist en vicepresident van de 'belastingkamer' Maarten Feteris. Op 31 oktober hield Corstens zijn afscheidsrede in het bijzijn van verschillende juristen en hoogwaardigheidsbekleders, onder wie minister Opstelten. Corstens sprak in zijn rede over het belang van de rechtstaat en de positie van de rechter.

## Onderscheidingen
- Corstens is onder meer ridder in de Franse orde van het Legioen van Eer.
- Hij is erelid van de JFV Nijmegen[5] en van de N.S.Z.V. De Loefbijter, waarvan hij in 1967 medeoprichter was.
- Bij zijn aftreden als president van de Hoge Raad werd hij benoemd tot commandeur in de Orde van Oranje-Nassau.

### Eredoctoraten
- In 2011 ontving Corstens een eredoctoraat van de Universiteit Antwerpen.
- In 2023 werd aan hem een eredoctoraat toegekend van de Radboud Universiteit. Deze onderscheiding zal hij op 17 oktober ontvangen.[6]

## Publicaties
Corstens heeft veel gepubliceerd, zowel in het Nederlands als in het Frans. Enkele voorbeelden:
- G. Corstens, M.S. Groenhuijsen (red.) (2000) Rede en recht (Nico Keijzer-bundel). Deventer: Kluwer
- G. Corstens, J.M. Reijntjes (2003) Bloemlezing elementair strafrecht deel 2. Deventer: Kluwer
- G. Corstens, L. Timmerman, P.J.M. von Schmidt auf Altenstadt, e.a. (2009) De positie van de Hoge Raad. Den Haag: Boom Juridische Uitgevers
- J. Pradel, G. Corstens, G. Vermeulen (2009) Droit Pénal Européen. Dalloz
- G. Corstens, M.J. Borgers (2014) Het Nederlands strafprocesrecht. Deventer: Kluwer
- G. Corstens (2014) De rechtsstaat moet je leren. Amsterdam: Prometheus/Bert Bakker
- G. Corstens, R. Kuiper (2020) De rechter grijpt de macht. En andere misvattingen over de democratische rechtsstaat. Amsterdam: Prometheus
- G. Corstens (bijdrage) (2020) De preek van de leek. Amsterdam: De Kring
- G. Corstens (2023) Onze rechtsstaat. Strijdbaarder en weerbaarder. Amsterdam: Prometheus